# بنت السقني
بنت السِّقْني هو أحد أنواع التمور التونسية، ويوجد في بلاد الجريد دون نفزاوة. وهو شبيه بالكنتة، ولكنه أكبر حجما منها نسبيا. وينضج شهر سبتمبر.